# Chris Collins (homme politique, 1950)
Pour les articles homonymes, voir Chris Collins et Collins.
Christopher Carl Collins dit Chris Collins, né le 20 mai 1950 à Schenectady, est un homme politique américain, élu républicain de l'État de New York à la Chambre des représentants des États-Unis de 2013 à 2019.

## Biographie

### Débuts en politique
En 1998, il est candidat à la Chambre des représentants des États-Unis dans le 29e district de l'État de New York. Avec 40,7 % des voix, il est battu par le démocrate John J. LaFalce (en) (57 %).
En 2007, il est élu county executive du comté d'Érié. En 2011, il est battu par Mark Poloncarz après un seul mandat.

### Représentant des États-Unis
Collins est à nouveau candidat à la Chambre des représentants lors des élections de 2012 dans le 27e district de l'État de New York. Il affronte la représentante démocrate sortante Kathy Hochul. Le district est redécoupé avant les élections ; situé entre les villes de Buffalo, Rochester et Syracuse, il est désormais le district le plus favorable aux républicains de l'État. Les sondages donnent Collins et Hocul au coude-à-coude, ce qui est considéré comme une surprise dans ce district conservateur. Collins remporte l'élection de justesse avec 50,8 % des suffrages contre 49,2 % Hochul.
Il est largement réélu en 2014 avec 71 % des voix face au démocrate James O'Donnell, jeune policier à tendance libertarienne ayant levé 610 fois moins de fonds que Collins. Collins remporte un troisième mandat en 2016 avec 35 points d'avance sur son adversaire démocrate tandis que Donald Trump remporte son district par 24,5 points.

### Accusations de délit d'initié et démission
En août 2018, Collins est inculpé pour délit d'initié dans le cadre de sa participation à l'entreprise australienne Innate Immunotherapeutics, spécialisée dans les biotechnologies, dont il siège au conseil d'administration. Il aurait révélé à son fils l'échec d'un essai clinique, pour que celui-ci revende des actions avant l'annonce publique du résultat et évite de perdre environ 570 000 dollars. Quelques jours plus tard, il annonce suspendre sa campagne pour les élections de novembre,. Le président de la Chambre des représentants Paul Ryan lui retire alors sa position au sein des commissions parlementaires.
Collins plaide non coupable et poursuit sa campagne à partir de la mi-septembre, face à l'impossibilité de retirer son nom des bulletins de vote. Bien que la circonscription soit la plus conservatrice de l'État de New York, le démocrate Nate McMurray profite des déboires du républicain sortant. Collins est finalement réélu avec moins d'un point d'avance sur le démocrate.
Le 30 septembre 2019, la presse révèle que Collins va plaider coupable pour les accusations de délit d'initié. Dans les heures qui suivent, le représentant annonce sa démission du Congrès, effective le lendemain. En janvier 2020, il est condamné à 26 mois de prison pour délit d'initié. Il est toutefois gracié par le président Donald Trump le 22 décembre 2020.

## Positions politiques
Lors des primaires présidentielles républicaines de 2016, il soutient d'abord Jeb Bush. Après le retrait de ce dernier, il est le premier membre du Congrès à soutenir Donald Trump,. Il apparaît alors souvent dans les médias pour soutenir le candidat.

## Historique électoral

### Chambre des représentants
| Année | Chris Collins | Démocrate |
| ----- | ------------- | --------- |
| Année |               |           |
| 1998  | 40,7 %        | 57,0 %    |
| 2012  | 50,8 %        | 49,2 %    |
| 2014  | 71,0 %        | 28,9 %    |
| 2016  | 62,3 %        | 30,4 %    |
| 2018  | 50,2 %        | 49,8 %    |